# Tipula (Triplicitipula) sanctaeritae
Tipula (Triplicitipula) sanctaeritae is een tweevleugelige uit de familie langpootmuggen (Tipulidae). De soort komt voor in het Nearctisch gebied.